# Etnonymum
Etnonymum (z řeckého ἔθνος, éthnos „národ“ a ὄνομα, ónoma „jméno“) je jméno určité etnické skupiny. Etnonyma se dělí na autonyma neboli endonyma, tedy označení skupiny používané jejími příslušníky, a exonyma, označení pocházející od jiné skupiny lidí.

## Srovnání
- Etnonymum – příkladem etnonyma může být slovo Němci.
- Exonymum – název, kterým příslušníky skupiny nazvali nebo nazývají ostatní. Slovo Němci používané slovanskými národy pro označení příslušníků dominantní etnické skupiny v Německu.
- Endoetnonymum (endo-etnonymum) – samotní Němci pak pro sebe užívají autonymum die Deutschen.
- Exoetnonymum (exo-etnonymum) – Němec je název, kterým je označují jiní.
- Autonymum – název, kterým příslušníci jakékoli skupiny nazývají sami sebe, nemusí se jednat o etnickou skupinu.

V průběhu času mohou etnonyma podléhat určitým změnám, pokud označení dosud pokládaná na bezproblémová začnou být chápána jako urážlivá. Známým příkladem je používání jména Cikáni jako názvu romského etnika. Dalšími příklady jsou Vandalové, Křováci, Barbaři nebo Filištíni.